# Comparsa (carnaval)

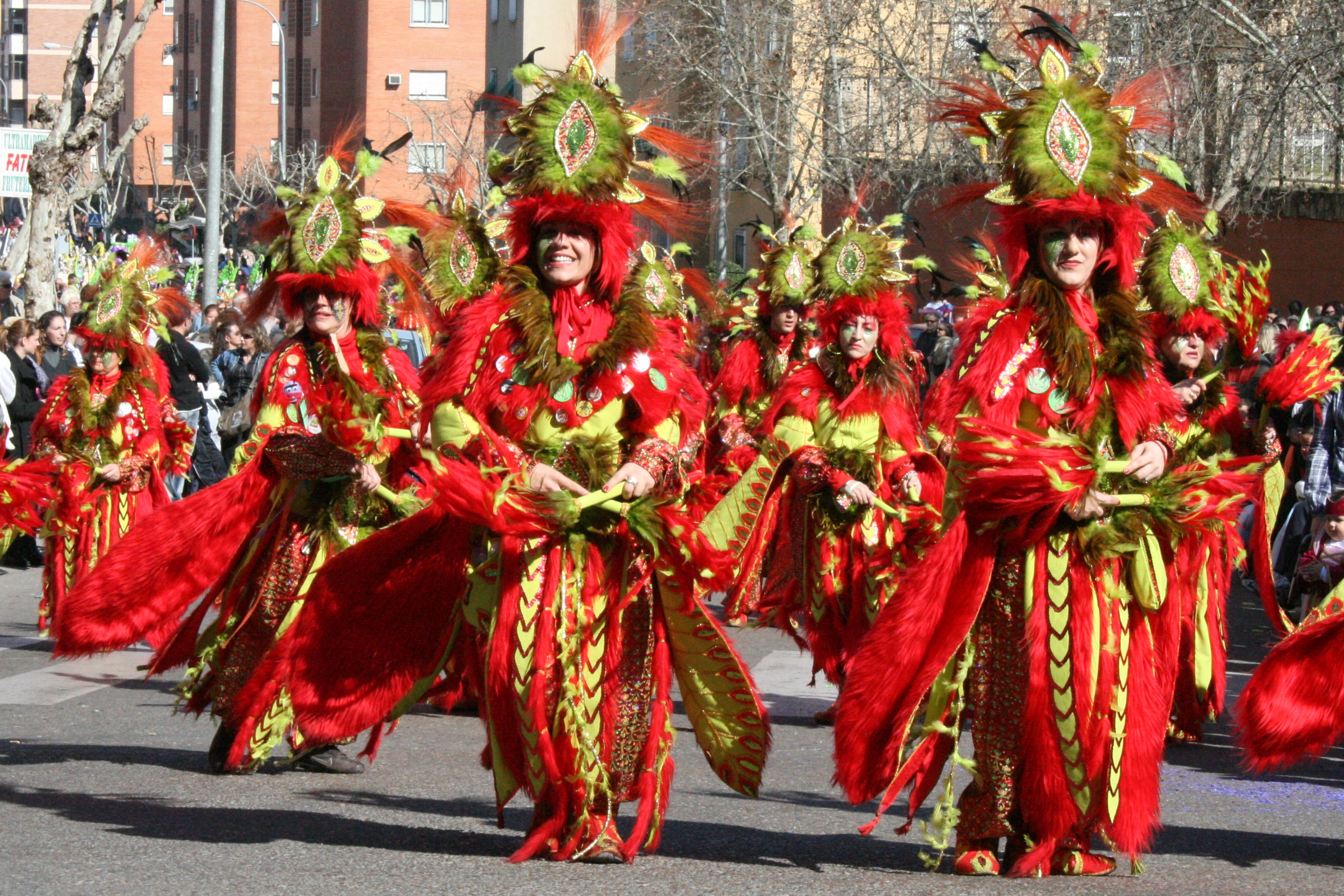
Comparsas desfilando en el Carnaval de Badajoz, España. 2009.

La comparsa es un tipo de agrupación carnavalesca que sale a la calle a interpretar su música y baile. Los instrumentos, el tipo de baile y el carácter del espectáculo son específicos para cada país en que existen, y en muchos carnavales del mundo se realizan concursos donde éstas compiten por diversos premios en general.
Según recoge la Real Academia Española:

una comparsa es un grupo de personas que, ataviadas de forma similar, frecuentemente con intención jocosa o sarcástica, participan en una fiesta popular.

## En Argentina

### Carnavales en Corrientes de comparsas
Candonva italiano, disfraces, desfiles y fiestas en la calle, de manera muy similar a los mejores  carnavales brasileños conocidos. Se realiza sobre todo en horario nocturno a lo largo de las calles destinadas a tal fin, o, en algunas ciudades, en las instalaciones específicas. Las comparsas participantes elaboran cada año un tema o argumento que desarrollan a través de las distintas secciones de la comparsa y en coreografías representativas. Los trajes típicos son trajes de fantasía cubiertos de piedras, lentejuelas, canutillos y plumas. En ciudades como Santo Tomé, Mercedes, Paso de los Libres, y Monte Caseros aparte de un argumento, agregan un samba enredo, el cual es alusivo al mismo, ejecutado por una batería y una banda de soporte. en el Caso de Monte Caseros es llamado Carnaval Artesanal, sus integrantes usan extravagantes plumas, y Carrozas que es alusivo al tema de las comparsas.
En la provincia de Corrientes la tradición de Carnaval se remonta al siglo XIX, antes de la Guerra de la Triple Alianza. Corrientes Capital homenajeaba a San Baltazar con música y baile. Comenzó a celebrarse el Carnaval en gran escala en la década de 1960. La influencia del Brasil es evidente en el diseño de trajes y la organización de los desfiles, moldeados al estilo de las escolas de samba de ese país. Además de la capital provincial, las localidades en donde la festividad tiene mayor relevancia son las fronterizas Paso de los Libres (cuna del carnaval argentino) y Santo Tomé, Goya, Esquina, Bella Vista, Mercedes, Monte Caseros, San Luis del Palmar y Empedrado.
El carnaval está presente en más de una provincia de Argentina como lo son Entre Ríos, Chaco, Jujuy, Salta, La Rioja, San Luis, Buenos Aires, Santa Fe, entre otras.
La ciudad de Corrientes es la Capital Nacional del Carnaval y la segunda en importancia después del denominado Carnaval del País, celebrado en la ciudad de Gualeguaychú Entre Ríos; los desfiles tienen lugar en un Sambódromo. Se destacan las comparsas Ará Berá y Sapucay, también participan Arandú Beleza, Samba Total, Samba Show e Imperio Bahiano, entre otras. En la misma localidad también se realizan los denominados carnavales barriales que pretenden mantener vivo el espíritu original de la fiesta que se fue perdiendo tras la magnitud alcanzada por el carnaval tradicional. En Paso de los Libres se festeja bajo la denominación Carnaval de Frontera y la Integración debido a la participación de brasileños que forman parte de las distintas comparsas cabe destacar que la ciudad tiene comparsas más antiguas que su vecina la ciudad de Uruguaiana (Brasil) y cuenta con sambodromo montado para los desfiles y el municipio es el organizador del gran evento. Sus comparsas (las más antiguas del país) son Carumbé (1948), Zum-Zum (1955 tuvo la primera batería del país, ganadora muchísimos años en este rubro), Catamarca (comparsa de barrio) y la más joven Tradición(2004), además de las comparsas infantiles Zumzunitos (desde 1955), Carumbecitos (desde 1956) y Leoncitos (desde 2004) Paso de los libres también la tiene a Ingrid Grudke como madrina del carnaval (al cual concurre todos los años desde 2009) y otras celebridadres como Carolina Baldini, Hernán Drago, Ximena Capristo y Gustavo Conti; la reina de la integración es Viviane Rodríguez la cual se destaca por ser madrina de batería de una de las escuelas de samaba del grupo especial en Porto Alegre y desfilar también en el carnaval de Río de Janeiro. En Santo Tomé, Capital del Ritmo, sus comparsas son la exquisita Turma Do Fon Fon (desde 1959), la popular Aplanadora Marabú (desde 1960), Ipanema y Colón y las infantiles Fonfonitos, Marabucitos, Ipanemita, Cerroberacitos y Coloncitos. La Capital del Ritmo, que cuenta con un corsódromo propio especialmente construido para la fiesta,  es reconocida por sus bellas mujeres, potentes y perfectas baterías, como así también por la pasión puesta de manifiesto por sus asistentes. En Curuzu Cuatia se festeja bajo la denominación de "Capital provincial de la Música" sobre la avenida Laprida donde desfilan las comparsas Pitogue (una de la más antiguas del país cumpliendo sus 50 años en 2010) Antifaz y Tova ra Anga. En Monte Caseros se festeja bajo la denominación Capital del Carnaval Artesanal, sobre el Corsodromo Paso de los Higos, donde se destacan las grandes comparsas Carun Berá, Orfeo Shanghay y las infantiles Orfeito, Carunberacito y "Grupo Alegría". Mercedes, por otra parte, autodenominada Capital Provincial del Carnaval, los desfiles se realizan actualmente en el Sambódromo del Parque de la Estación, y entre sus comparsas se destacan Itá Pucú, Villa Samba Show y Purajhei Porá. Bella Vista es reconocida por tener 2 comparsas campeonas en Corrientes Capital como ser Anahí, ¨Bicampeona nacional¨ en los años 1995 y 1996, y Sapucay, ¨Campeona provincial¨ en el año 1999. Además existe una tercera comparsa ¨Alelí¨ y es la más nueva. En el 2012 además de Anahí (1992) Sapucay (1991) y Alelí (2005), nace una nueva agrupación carnestolenda bautizada ¨Emperatriz¨.

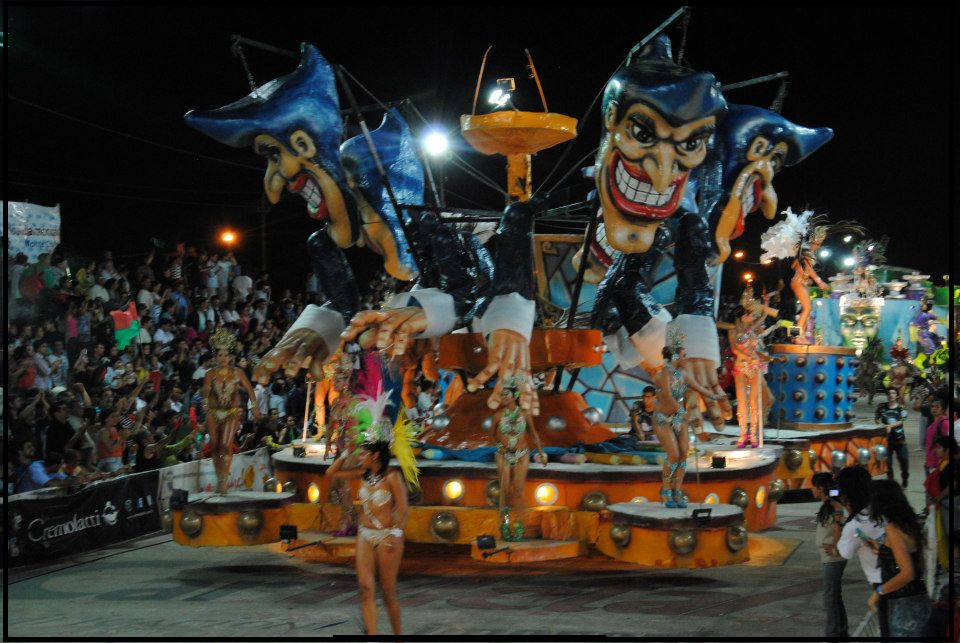
Carroza en el Carnaval de Monte Caseros.

### Carnavales de Monte Caseros
Los carnavales de Monte Caseros, provincia de Corrientes, Argentina, son conocidos como Capital del Carnaval Artesanal y en la región se ubica como unos de los mejores carnavales de la zona. Se lo hace todos los años en el Sambódromo Pasos de los Higos, puede albergar a 25 000 personas, cuenta con 7 Comparsas, de las cuales 4 son mayores y 3 de Menores.

## En España

### En Canarias

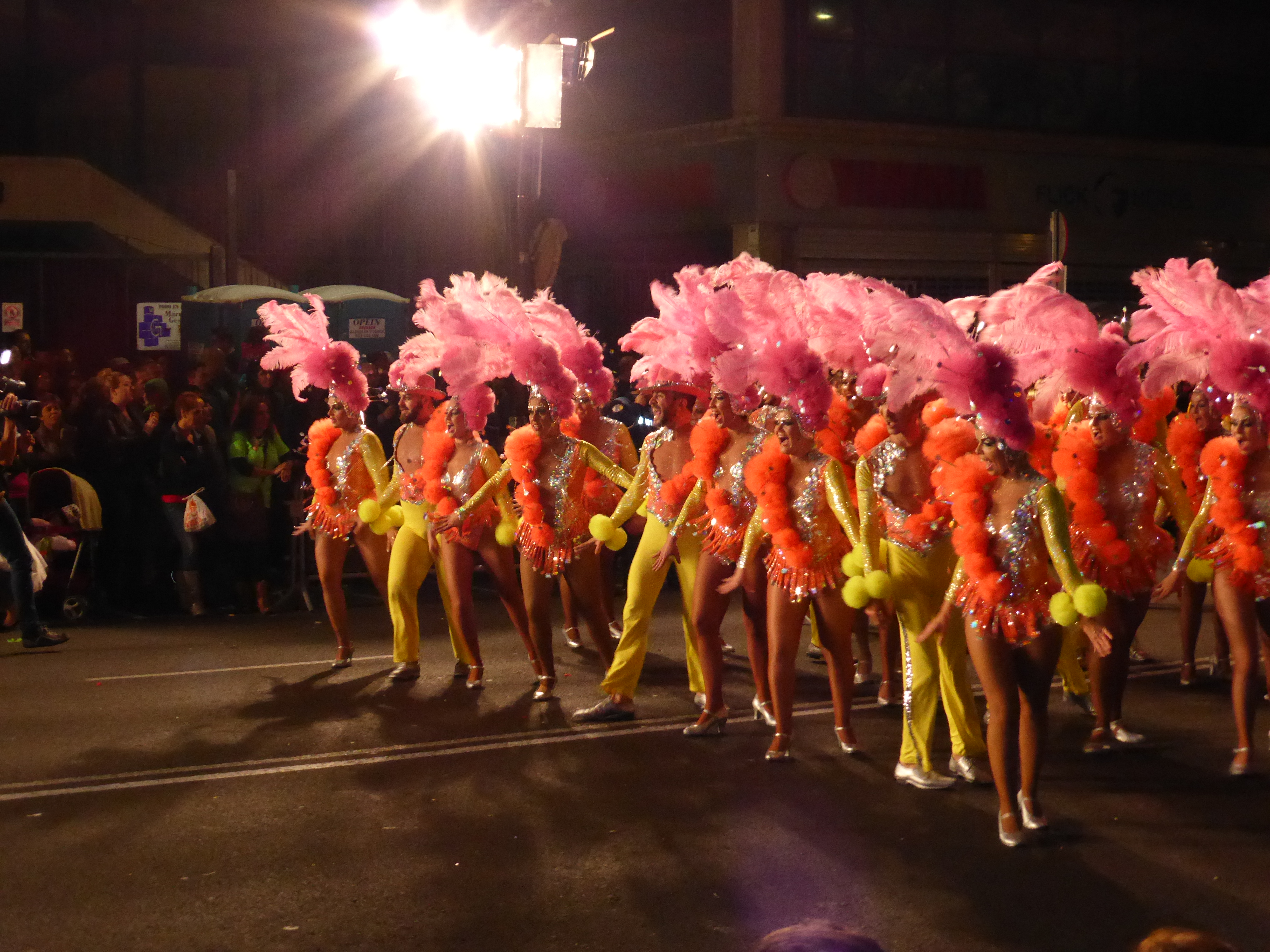
Comparsa bailando el Sábado de Carnaval, en Santa Cruz de Tenerife.

Las comparsas son grupos de baile que organizan una presentación de música, baile y color que da vida a los animados desfiles de carnaval. Cada año se premia a las comparsas mejor preparadas. Originalmente buscaban sus ritmos en músicas brasileñas, derivando en la actualidad a ritmos latinos en general. Están compuestas por tres partes bien diferenciadas "batucada" que es la que aporta la percusión y sonido, "la parranda" que aporta su letras y "cuerpo de baile" que desarrolla coreografías. Cabe destacar que son aficionados que durante meses se reúnen para aportar al Carnaval su buen hacer. Son junto con las murgas los grupos que más destacan en este Carnaval. Sus espectaculares diseños dan el color que necesita un Carnaval para brillar.
Durante las fiestas se celebran dos concursos de estas agrupaciones: "Interpretación y Presentación" y "Ritmo y Armonía". El primero se desarrolla en un escenario y se valora la puesta en escena así como el diseño elegido, en el segundo se premia a aquella comparsa que mejor desarrolle un desfile que se realiza en la calle y en el que el sonido de las "batucadas" hace bailar no solo a los comparseros sino al público asistente.
Entre las más populares se encuentran Los Joroperos, Danzarines Canarios, Bahia Bahitiare, Los Cariocas, Río Orinoco y los Rumberos en el Carnaval de Santa Cruz de Tenerife; o Jaguaribe, Aragüimé y Cubatao en Las Palmas de Gran Canaria.

### En Cádiz
El creador de esta modalidad en el carnaval de Cádiz, tal como se conoce hoy día, fue Paco Alba. Entró como modalidad en el COAC en 1960 a mano de su creador Paco Alba. Es la modalidad más comprometida. La comparsa, en el Carnaval de Cádiz, es realmente una chirigota más fina, es decir, una estilización de ésta. Mientras la chirigota busca un aire paródico o esperpéntico, la comparsa busca una crítica poética más exigente, y un repertorio musical más elaborado, verbigracia la utilización de tres guitarras, frente a tan sólo las dos de la modalidad de chirigota.
Está compuesta desde 12 hasta 15 componentes que cantan en diferentes voces: octavilla, contralto, tenor y segunda. Se acompañan de dos o tres guitarras, un bombo, una caja y pitos o güiros. Su repertorio, al igual que el de la chirigota, se compone de presentación, pasodobles, cuplés, estribillo y popurrí.
El concurso oficial de agrupaciones carnavalescas (COAC), se celebra en el Gran Teatro Falla donde las comparsas comparten escenario con otras tres modalidades de agrupaciones: los coros, las chirigotas y los cuartetos.
Los premios de comparsas de los últimos años son:
|      | 1.er Premio | 2.º Premio | 3.er Premio |  |
| ---- | --- | --- | --- |  |
| 2023 | La Ciudad Invisible de Antonio Martínez Ares.                                                                    | Los Esclavos de Miguel Ángel García Argüez (Chapa) y Raúl María Cabrera Fernández.                                             | Cadiz de mi Alma de Manuel Lorenzo Cornejo Puente                                                                  |  |
| 2022 | Los Sumisos de Antonio Martínez Ares.                                                                            | Después de Cádiz ni Hablar de Antonio Jesús Pérez Fuentes ‘Piru’ y Sergio Guillén ‘Tomate                                      | Los Renacidos de Miguel Ángel García Argüez (Chapa) y Raúl María Cabrera Fernández.                                |  |
| 2020 | Oh Capitán, my Capitán de Constantino Tovar Verdejo (Tino Tovar).                                                | La Chusma Selecta de Antonio Martínez Ares.                                                                                    | Los Encaidenaos de Manuel Enrique García Rosado (Kike Remolino).                                                   |  |
| 2019 | Los Carnívales de Antonio Martínez Ares.                                                                         | La Gaditaníssima de Juan Carlos Aragón Becerra.                                                                                | El Marqués de Cádiz de David Márquez Mateo (Carapapa).                                                             |  |
| 2018 | Los Mafiosos de Juan Carlos Aragón Becerra.                                                                      | Los Prisioneros de Miguel Ángel García Argüez, José M. Aranda Perales y Manuel Sánchez Alba 'Noly'.                            | Tic-Tac, Tic-Tac de Constantino Tovar Verdejo (Tino Tovar).                                                        |  |
| 2017 | Los Irracionales de Jesús Bienvenido Saucedo.                                                                    | La Eternidad de Antonio Martínez Ares.                                                                                         | Los Peregrinos de Juan Carlos Aragón Becerra.                                                                      |  |
| 2016 | Los Cobardes de Antonio Martínez Ares.                                                                           | El Creador de Constantino Tovar Verdejo (Tino Tovar).                                                                          | Los Chatarra de Francisco Javier y David Márquez Mateo (los Carapapas).                                            |  |
| 2015 | Los Millonarios de Juan Carlos Aragón Becerra.                                                                   | Los Gadiritas de Constantino Tovar Verdejo (Tino Tovar).                                                                       | La Construcción de José Luis Bustelo Sánchez.                                                                      |  |
| 2014 | La Canción de Cádiz de Constantino Tovar Verdejo (Tino Tovar).                                                   | Los Hippytanos de Antonio Martín García y Manuel Jesús Morera Rioja.                                                           | Los Hombres de Negro de José Manuel Cardoso Romero y Antonio Rivas Cabañas.                                        |  |
| 2013 | La Comparsa del Genio de Antonio Martín García y Manuel Jesús Morera Rioja.                                      | Los Válidos de Manuel Enrique García Rosado (Kike Remolino) y José Manuel Cardoso Romero.                                      | El Rey Burlón de Juan Fernández Domínguez.                                                                         |  |
| 2012 | Los Duendes Coloraos de Los carapapas.                                                                           | La sereníssima de Juan Carlos Aragón Becerra.                                                                                  | Ciudadano Zero de Constantino Tovar Verdejo (Tino Tovar).                                                          |  |
| 2011 | Juana la Loca de Constantino Tovar Verdejo (Tino Tovar).                                                         | Los currelantes de Jesús Bienvenido Saucedo.                                                                                   | Las locuras de Martín Burton de Antonio Martín García y José Guerrero Roldán (el Yuyu).                            |  |
| 2010 | Los santos de Jesús Bienvenido Saucedo.                                                                          | Medio Siglo del grupo de los Majaras, Antonio Rivas Cabañas y José Martínez González (Pepe el guitarra).                       | Los caballeros de la piera reonda de Antonio Martín García.                                                        |  |
| 2009 | La mare que me parió de Antonio Martín García.                                                                   | La pensadora gaditana de Joaquín Quiñones Madera, José Luis Bustelo Sánchez y José Manuel Martínez Sierra (el Taka).           | Los trasnochadores de Jesús Bienvenido Saucedo.                                                                    |  |
| 2008 | La comparsa de Momo de Francisco Javier y David Márquez Mateo (los Carapapas).                                   | Los mendas lerendas de Jesús Bienvenido Saucedo.                                                                               | La banda del capitán veneno de Juan Carlos Aragón Becerra.                                                         |  |
| 2007 | Araka la kana de Juan Carlos Aragón Becerra.                                                                     | La playa de los secretos de Joaquín Quiñones Madera, Manuel Sánchez Alba (el Noly) y José Antonio Cheza Martínez (Nene Cheza). | La república gaditana de Constantino Tovar Verdejo (Tino Tovar).                                                   |  |
| 2006 | La caldera de Joaquín Quiñones Madera, Manuel Sánchez Alba (el Noly) y José Antonio Cheza Martínez (Nene Cheza). | La cuadrilla de Francisco Javier y David Márquez Mateo (los Carapapas).                                                        | La bella escondida de Luis Manuel Rivero Ramos.                                                                    |  |
| 2005 | El Espíritu de Cai de Constantino Tovar Verdejo (Tino Tovar).                                                    | Los hijos de la tierra de Luis Manuel Rivero Ramos.                                                                            | La Atlántida de Joaquín Quiñones Madera, Manuel Sánchez Alba (el Noly) y José Antonio Cheza Martínez (Nene Cheza). |  |
| 2004 | La cárcel vieja de Joaquín Quiñones Madera y Manuel Sánchez Alba (el Noly).                                      | Los regaera de José Luis Bustelo Sánchez.                                                                                      | Las estaciones de Constantino Tovar Verdejo (Tino Tovar).                                                          |  |
| 2003 | Guadalupe de Luis Rivero.                                                                                        | Los vikingos de Joaquín Quiñones Madera y Manuel Sánchez Alba (el Noly).                                                       | Calle de la mar de Antonio Martínez Ares.                                                                          |  |
| 2002 | Los ángeles caídos de Juan Carlos Aragón Becerra.                                                                | La revolución de Antonio Martínez Ares.                                                                                        | La mina de plata de Francisco y José Luis Alcántara Pedemonte.                                                     |  |
| 2001 | La niña de mis ojos de Antonio Martínez Ares.                                                                    | Los condenaos de Juan Carlos Aragón Becerra.                                                                                   | Mal de amores de Antonio Busto Pavón.                                                                              |  |
| 2000 | Los del año catapum de Constantino Tovar Verdejo (Tino Tovar).                                                   | El tronío de Cai del grupo de los gitanos de El Puerto de Santa María.                                                         | A sotavento de Manuel Pecci Piniella y José Antonio Romero Lobón (Nono Lobón).                                     |  |
| 1999 | La parra bomba del grupo de los gitanos de El Puerto de Santa María..                                            | El circo de Joaquín Quiñones Madera y de José Martínez González (Pepe el guitarra).                                            | Los templarios de Antonio Martínez Ares.                                                                           |  |
| 1998 | Los piratas de Antonio Martínez Ares..                                                                           | El cielo de Cádiz de Constantino Tovar Verdejo (Tino Tovar).                                                                   | Los patiovecinos de Antonio Martín.                                                                                |  |
| 1997 | Los buscavidas de Antonio Martín.                                                                                | El vapor de Antonio Martínez Ares.                                                                                             | La botica de Constantino Tovar Verdejo (Tino Tovar).                                                               |  |
| 1996 | La trinchera de Antonio Martínez Ares.                                                                           | El viejo refranero de José Manuel Prada Durán.                                                                                 | Quijotes del sur de Antonio Martín.                                                                                |  |
| 1995 | Charrúas de Joaquín Quiñones y José Martínez González (Pepe el guitarra).                                        | El brujo de Antonio Martínez Ares.                                                                                             | Los principiantes de Antonio Martín.                                                                               |  |
| 1994 | La ventolera de Antonio Martínez Ares.                                                                           | Los güenagente de Pedro Romero y José Manuel Prada Durán.                                                                      | Las verdades del barquero de Antonio Martín.                                                                       |  |
| 1993 | Los miserables de Antonio Martínez Ares.                                                                         | El bache de Luis Ripoll y Paco Rosado.                                                                                         | El titiritero de Antonio Martín.                                                                                   |  |
| 1992 | Suspiros de Cai de Joaquín Quiñones y José Martínez González (Pepe el guitarra).                                 | Los trotamúsicos de Antonio Martín.                                                                                            | Oye mi canto de José Antonio Pérez y José Luis Bustelo.                                                            |  |

Y los primeros premios de otros años:
- 1991: Encajebolillos de Antonio Martín.
- 1990: La mar de coplas de Antonio Martín.
- 1989: Nos quedamos de piedra de los hermanos Alcántara.
- 1988: Al compás de mi cepillo de la Peña Nuestra Andalucía.
- 1987: A fuego vivo de Antonio Martín.
- 1986: Soplos de vida de Antonio Martín.
- 1985: Entre rejas de Antonio Martín.
- 1984: Filo Andaluz de Manuel Varo de Barbate.
- 1983: Agua Clara de Antonio Martín.
- 1982: Dioses del Olimpo de Joaquín Quiñones y Aurelio del Real.
- 1981: Pregones de la Peña Nuestra Andalucía.
- 1980: Payos y gitanos de la Peña Nuestra Andalucía.
- 1979: Navegantes Gaditanos - Ángeles y Demonios.
- 1978: Los Tribunos.
- 1977: Los Mandingos.
- 1976: Carnaval 76.
- 1975: Los napolitanos /Los Belloteros

### En Isla Cristina
Semejante a la comparsa de Cádiz, las agrupaciones más antiguas del Carnaval de Isla Cristina (Huelva) de las que quedan registro datan de los años 1910 (Los héroes de la campaña) y 1911 (Los faramallas del día), si bien se sabe de la existencia de agrupaciones desde mediados del siglo XVIII.
La lista de vencedores del Concurso de Agrupaciones Carnavalescas de Isla Cristina, uno de los más prestigiosos y antiguos de Andalucía  en su etapa moderna (1968-actualidad) son los siguientes:
|      | 1.er Premio                                                                          | 2.º Premio                                                                            | 3.er Premio                                                                               |
| ---- | ------------------------------------------------------------------------------------ | ------------------------------------------------------------------------------------- | ----------------------------------------------------------------------------------------- |
| 2024 | Tras la risa "Los traidores" De: Francisco Millán Martín y Jesús Rodríguez           | Ladrón de Atardeceres "Los Inocentes" De: Elías Casanova                              | La Carnavalera De: Raúl Aponte Cruz                                                       |
| 2023 | La Comparsa de Isla De: Fran Sosa                                                    | La ciudad es Nuestra "Los traidores" De: Francisco Millán Martín y Jesús Rodríguez    | La Cárcel de Oro De: Raúl Aponte Cruz                                                     |
| 2022 | El Renacer de la Burla "Los Inocentes" De: Elías Casanova                            | Kamikaze "Los traidores" De: Francisco Millán Martín y Jesús Rodríguez                | La ciudad cantada "La soñadora" De: Isabel María Columé Pérez "Keka"                      |
| 2020 | Borracho "Los Inocentes" De: Elías Casanova                                          | Pura Comparsa De: Raúl Aponte Cruz y José María Rivero Lagarejo                       | Los Cancionistas De: Fernando Aguilera Félix                                              |
| 2019 | Lágrimas de Sal De: Raúl Aponte Cruz y José María Rivero Lagarejo                    | La Casa de Papel De: Fran Sosa                                                        | El Poeta Isleño (homenaje..) "Los Inocentes" De: Elías Casanova                           |
| 2018 | Son del Sur De: Fran Sosa                                                            | La Gran Apuesta De: Fernando Aguilera Félix                                           | La Flor de la Vida "La soñadora" De: Isabel María Columé Pérez "Keka"                     |
| 2017 | La Canción del Mar De: Fernando Aguilera Félix                                       | El Aprendiiz de la Vida De: Raúl Aponte Cruz                                          | La Máquina de los sueños De: Pedro Suárez Pérez Ayamonte                                  |
| 2016 | Esta es mi Banda De: Fernando Aguilera Félix                                         | Los Inocentes "Los Inocentes" De: Elías Casanova                                      | Isleñamente De: Raúl Aponte Cruz                                                          |
| 2015 | La Fórmula Secreta "El Dragón" De: Fran Sosa                                         | Nómadas De: Raúl Aponte Cruz y Juan Antonio Díaz                                      | Calle Mercao De: "El Tubito"                                                              |
| 2014 | El Taller de la Ilusión De: Mateo Rodríguez Macias                                   | Noches de Bugatti De: "El Tubito"                                                     | Los Afortunados De: Raúl Aponte Cruz y Juan Antonio Díaz                                  |
| 2013 | La Isla Mágica "El Dragón" De: Fran Sosa                                             | Caronte, el Barquero del Infierno De: Claudio Columé Pérez                            | Los Soñadores De: "El Tubito"                                                             |
| 2012 | La Más Marinera De: Carmelo Vázquez y José María Rivero Lagarejo                     | Los Ricos De: Juan Cayuela Casado Ayamonte                                            | La Playa de los Disfraces De: "El Tubito"                                                 |
| 2011 | Chamán "El Dragón" De: Fran Sosa                                                     | La Corona de Agua Viento y Sal De: "El Tubito"                                        | Los Guardianes del Edén De: Carmelo Vázquez                                               |
| 2010 | Foreño "El Dragón" De: Fran Sosa                                                     | Los Maestros del Tatachán De: "El Tubito"                                             | Los Chafalmejas "Pasacalle" De: Francisco González Salgado                                |
| 2009 | Gótico "Los Espaciales" De: Juan Carlos Casado Carrillo "El Pintao"                  | La Murga del Cuartelillo "El Dragón" De: Fran Sosa                                    | Carnaval Club De: Manuel Rodríguez Romero                                                 |
| 2008 | El Casino de los Ricos "Pasacalle" De: Francisco González Salgado                    | La Espada Celestial "El Dragón" De: Fran Sosa                                         | Fiesta de San Marcos "Los Espaciales" De: Juan Carlos Casado Carrillo "El Pintao"         |
| 2007 | La Orilla de la Sal "El Dragón" De: Fran Sosa                                        | La Frontera "Los Espaciales" De: Juan Carlos Casado Carrillo "El Pintao"              | El Desembarco de la Chirla "La Tarantela" De: Francisco Javier Tinoco Tinoco Punta Umbría |
| 2006 | El Muelle del Sur De: Pedro Suárez Pérez Ayamonte                                    | Increible "El Dragón" De: Fran Sosa                                                   | Los Elementos "Los Espaciales" De: Juan Carlos Casado Carrillo "El Pintao"                |
| 2005 | La Leyenda "El Dragón" De: Fran Sosa                                                 | En la Arena De: Carmelo Vázquez y Manuel Beas Conde                                   | Los Bribones "La Tarantela" De: Francisco Javier Tinoco Tinoco Punta Umbría               |
| 2004 | El Purgatorio "El Dragón" De: Fran Sosa                                              | El Rincón del Loco De: Pedro Suárez Pérez Ayamonte                                    | El Castillo de Santa Catalina "Pasacalle" De: Francisco González Salgado                  |
| 2003 | Zapatero De: Carmelo Vázquez                                                         | Corredor de Libertad "Duendes de Cristal" De: Juan Carlos Casado Carrillo "El Pintao" | Bendita Locura "Pasacalle" De: Francisco González Salgado                                 |
| 2002 | El Destierro "Duendes de Cristal" De: Juan Carlos Casado Carrillo "El Pintao"        | Ermitaño De: Manuel Beas Conde                                                        | Atahualpa De: Carmelo Vázquez                                                             |
| 2001 | Libertad De: Fran Sosa y Manuel Beas Conde                                           | Tauromaquia De: Carmelo Vázquez                                                       | Enamorando De: José María Rivero Lagarejo                                                 |
| 2000 | La Palabra "Pasacalles" De: José María Rivero Lagarejo                               | La Reconquista "Los Espaciales" De: Mateo Jesús Rodríguez Macías                      | Las Dudas De: Manuel Beas Conde                                                           |
| 1999 | Jábega De: Fran Sosa y Carmelo Vázquez                                               | Forajidos "Duendes de Cristal" De: Juan Carlos Casado Carrillo "El Pintao"            | Puentes de Coplas "Pasacalles" De: José María Rivero Lagarejo                             |
| 1998 | El Trastero De: Fran Sosa y Carmelo Vázquez                                          | África "Pasacalles" De: José María Rivero Lagarejo                                    | Marejada "Duendes de Cristal" De: Juan Carlos Casado Carrillo "El Pintao"                 |
| 1997 | De Antaño "Duendes de Cristal" De: Juan Carlos Casado Carrillo "El Pintao"           | Venecia De: Fran Sosa y Carmelo Vázquez                                               | El Jorobado "Pasacalles" De: José María Rivero Lagarejo                                   |
| 1996 | Indio "Pasacalles" De: José María Rivero Lagarejo                                    | Mañana de Carnaval "Duendes de Cristal" De: Juan Carlos Casado Carrillo "El Pintao"   | El Trolero De: Fernando Aguilera Félix                                                    |
| 1995 | Pelele De: Fernando Aguilera Félix                                                   | Callejeando "Duendes de Cristal" De: Juan Carlos Casado Carrillo "El Pintao"          | Seguir Callendo "Trotamuntos" De: José Antonio Aguilera Ramos "El Chicha"                 |
| 1994 | Vendedores de Canto "Duendes de Cristal" De: Juan Carlos Casado Carrillo "El Pintao" | Toda Una Vida "Pasacalles" De: José María Rivero Lagarejo                             | Por tu Cielo y tu Bandera "Trotamuntos" De: José Antonio Aguilera Ramos "El Chicha"       |
| 1993 | Sorpresa "Duendes de Cristal" De: Juan Carlos Casado Carrillo "El Pintao"            | Burlando Coplas De: Fernando Aguilera Félix                                           |                                                                                           |
| 1992 | Muero en el Aire "Duendes de Cristal" De: Juan Carlos Casado Carrillo "El Pintao"    | Falsa Comedia De: Fernando Aguilera Félix                                             | Por un Capricho "Pasacalles" De: José María Rivero Lagarejo                               |
| 1991 | Anclado en Tierra "Pasacalles" De: José María Rivero Lagarejo                        | Noches de Blanco y Satén De: Wenceslao Río Mora "Uve Ríos"                            | Mambo "Duendes de Cristal" De: Juan Carlos Casado Carrillo "El Pintao"                    |
| 1990 |                                                                                      |                                                                                       |                                                                                           |
| 1989 | Kabuki "Los Camborios" De: Wenceslao Río Mora "Uve Ríos"                             | Sal "Duendes de Cristal" De: Juan Carlos Casado Carrillo "El Pintao"                  | Desde tus Entrañas "Pasacalles" De: José María Rivero Lagarejo                            |
| 1988 | Vida al Viento "Pasacalles" De: José María Rivero Lagarejo                           | Romancero "Los Camborios" De: Wenceslao Río Mora "Uve Ríos"                           | Muero en el Aire "Duendes de Cristal" De: Juan Carlos Casado Carrillo "El Pintao"         |
| 1987 | Noche de mascaras "Duendes de Cristal" De: Juan Carlos Casado Carrillo "El Pintao"   | Arco Iris "Los Camborios" De: Wenceslao Río Mora "Uve Ríos"                           | En Cualquier Esquina "Pasacalles" De: José María Rivero Lagarejo                          |
| 1986 | Fragua "Trotamuntos" De: José Antonio Aguilera Ramos "El Chicha"                     | Luna Clara "Duendes de Cristal" De: Juan Carlos Casado Carrillo "El Pintao"           | Mimo "Los Camborios" De: Wenceslao Río Mora "Uve Ríos"                                    |
| 1985 | Luz y Guía "Pasacalles" De: José María Rivero Lagarejo                               | Más Allá de las Estrellas "Trotamuntos" De: José Antonio Aguilera Ramos "El Chicha"   | Los Duendes de Cristal "Duendes de Cristal" De: Juan Carlos Casado Carrillo "El Pintao"   |
| 1984 | Noche y Día "Los Camborios" De: Wenceslao Río Mora "Uve Ríos"                        | Nostalgia "Pasacalles" De: José María Rivero Lagarejo                                 | Los Atlantes "Trotamuntos" De: José Antonio Aguilera Ramos "El Chicha"                    |
| 1983 | Mercaderes Venecianos "Los Camborios" De: Wenceslao Río Mora "Uve Ríos"              | Cantantes de Taberna "Pasacalles" De: José María Rivero Lagarejo                      | Barrio Negro "Trotamuntos" De: José Antonio Aguilera Ramos "El Chicha"                    |
| 1982 | Mendigos "Los Camborios" De: Wenceslao Río Mora "Uve Ríos"                           | La Higuerita Marinera "Los Catetos" De: Juan Columé Millán                            | Los Faeneros "Pasacalles" De: José María Rivero Lagarejo                                  |
| 1981 | Los Trotamundos "Trotamuntos" De: José Antonio Aguilera Ramos "El Chicha"            | Nueva Orleans "Los Camborios" De: Wenceslao Río Mora "Uve Ríos"                       | Los Lores "Pasacalles" De: José María Rivero Lagarejo                                     |
| 1980 | Canela en Rama "Los Catetos" De: Juan Columé Millán                                  | Príncipes del Islam De: José Columé Reyes                                             | Los Salineros De: Diego Neto Pérez                                                        |
| 1979 | Rumores de Caracolas "Los Camborios" De: Wenceslao Río Mora "Uve Ríos"               | Basílica de Carnval "Los Catetos" De: Juan Columé Millán                              | Rumores de Caracolas "Embrujo Isleño" De: Antonio Cárdenas                                |
| 1978 | Recuerdo de Carnaval "Los Catetos" De: Juan Columé Millán                            | Los Segadores "Pasacalles" De: José María Rivero Lagarejo                             | Los Errantes del Desierto "Pasacalles" De: Manuel Carrasco Núñez                          |
| 1977 | La Coquina y su Pregón "Los Catetos" De: Juan Columé Millán                          | Los Bohemios "Los Camborios" De: Wenceslao Río Mora "Uve Ríos"                        | Las Noches de Moscú De: Miguel Gómez Martínez                                             |
| 1976 | Los Viejos Verdes "Los Camborios" De: Wenceslao Río Mora "Uve Ríos"                  | Las Parisinos De: Miguel Gómez Martínez                                               | Los Acordeonistas de París "Los Cosacos" De: Manuel González Castellanos "El Cartera"     |
| 1975 | Los Tejanos "Los Camborios" De: Wenceslao Río Mora "Uve Ríos"                        | Los Aztecas De: Enrique Jabares Beltrán                                               | Los Mosqueteros De: Antonio Aponte Munell                                                 |
| 1974 | Los Románticos "Los Camborios" De: Wenceslao Río Mora "Uve Ríos"                     | Los Chulapos De: Enrique Jabares Beltrán                                              | Los Cosacos De: Félix García Cárdenas                                                     |
| 1973 | Los Gondoleros De: Félix García Cárdenas                                             | Los Mariachis "Los Camborios" De: Wenceslao Río Mora "Uve Ríos"                       | Fantasía Tropical De: Enrique Jabares Beltrán                                             |
| 1972 | Los Neyorkinos "Los Camborios" De: Wenceslao Río Mora "Uve Ríos"                     | Los Payasos De: Enrique Jabares Beltrán                                               | Los Aladinos De: Félix García Cárdenas                                                    |

Nota: En los años 1968 a 1971 no hubo categoría de comparsa.
A su vez, se conocen los siguientes resultados en el concurso desarrollado a inicios del siglo XX previo a la prohibición de la fiesta durante la dictadura, contextualizando que muchos años las categorías de Coros y Comparsas se superponían una a la otra.
1922 - 1.º El tercio Extranjero, 3.º Sotas de Oro
1923 - 1.º La Estudiantina, 2.º Las Amapolas, 3.º Los Marineros del Laya
1927 - 1.º Los Paragueros
1931 - 1.º Los Gauchos, 2.º Los Esclavos del Trabajo, 3.º Aragoneses
1932 - 1.º Los Mártires de la Libertad
1935 - 1.º Coro Boys, 2.º Los Cosacos, 3.º Los Huérfanos de Asturias

### En Badajoz
En Badajoz las comparsas están compuestas por un mínimo por 30 componentes, algunas sobrepasan los 150 acercándose a los 200.
El domingo de carnaval, se hace un desfile por las calles de la ciudad, donde las comparsas compiten por el mejor traje y por la mejor música. El desfile dura varias horas y llegan visitantes de toda Extremadura y Portugal. 
Un mes antes, en las Candelas, las comparsas compiten en la Tamborada por la mejor percusión.
Suelen participar unos 40 grupos en el desfile del domingo.
Ganadores del Desfile de Comparsas
| Comparsa             | Localidad             | Debut | 1.er Premio | Historial                                            |
| -------------------- | --------------------- | ----- | ----------- | ---------------------------------------------------- |
| Las Monjas           | Torremejía            | 1996  | 7           | 2008, 2009, 2010, 2012, 2014(compartido), 2015, 2016 |
| Infectos acelerados  | Badajoz               | 1985  | 6           | 1988, 1991, 1993, 2001, 2002, 2004                   |
| La Bullanguera       | Badajoz               | 1987  | 2           | 1992, 1994                                           |
| El Vaivén            | Badajoz               | 1988  | 2           | 1995, 1997                                           |
| Desertores           | Badajoz               | 1989  | 2           | 1996, 2000                                           |
| Vendaval             | Badajoz               | 1981  | 2           | 1990, 2002                                           |
| Caribe               | Badajoz               | 1981  | 2           | 2005, 2006                                           |
| La Kochera           | Puebla de la Calzada  | 2001  | 2           | 2011, 2013                                           |
| Los Lingotes         | Talavera la Real      | 1996  | 2           | 2007, 2017                                           |
| La movida Carioca    | -                     | -     | 1           | 1983                                                 |
| Las dulces venenosas | -                     | -     | 1           | 1984                                                 |
| Los rumberos         | -                     | -     | 1           | 1985                                                 |
| Las estrellas        | -                     | -     | 1           | 1986                                                 |
| Convento de frailes  | -                     | -     | 1           | 1987                                                 |
| Dekebais             | Badajoz               | 1985  | 1           | 1989                                                 |
| Wailuku              | Badajoz               | 1992  | 1           | 1998                                                 |
| Caretos Salvavidas   | Badajoz               | 1988  | 1           | 1999                                                 |
| Los mismos           | Guadiana del Caudillo | 2002  | 1           | 2014(compartido)                                     |
| Los colegas          | Miajadas              | 2014  | 1           | 2018                                                 |

### En Málaga
Son aquellas agrupaciones carnavalescas que están obligadas a interpretar su repertorio a un mínimo de dos cuerdas (tenor y segunda). Está compuesta desde 12 hasta 15 (17 en Málaga) componentes que cantan en diferentes voces: octavilla, contralto, tenor y segunda. Se acompañan de con una, dos o tres guitarras y con un bombo, una caja y pitos o güiros. Su repertorio se compone de presentación, pasodobles, cuplés, estribillos y popurrí.
Se pueden nombrar como comparsistas populares en Málaga a: David Santiago (La era de acuario - 1998 y Al ladrón 1999), Juan Bernardo Cobos (El ensayo - 1996, Granujillas - 2002 y Juan sin Miedo - 2004), Antonio Carlos Rojas (Campanazo - 1997 El último amancer - 2006 y La calle del Teatro - 2007), personas de gran importancia para el carnaval que han conseguido grandes éxitos con sus creaciones. Especial mención se merecen la Comparsas provinciales de Marbella, obra de "El Vera", que ha alcanzado en dos ocasiones las semifinales del concurso de Cádiz, Ronda (agrupación de la provincia que mejor clasificación ha obtenido en dicho concurso), Alhaurín el Grande que tiene tradición en presentar grandes agrupaciones y Arroyo de la Miel, de Ginés Tadeo González. También la comparsa del Kara (Málaga), obra del arcense Máximo Gómez Padilla, considerado por muchos, a pesar de su juventud, el mejor escritor de comparsas de la historia de Málaga, ganando un triplete de primeros premios en los concursos de Málaga, Alhaurín el Grande y Arroyo de la Miel con la comparsa "Los Padres" en el año 2012. En Alhaurín el Grande actualmente destaca la comparsa de Dede Cortés, que con sus letras y la música de Juani Serrano y la dirección de Raúl García han conseguido 3 primeros premios en el Concurso Oficial de Agrupaciones de Málaga. El primero de ellos con Por arte de magia (2008), considerada una comparsa que revoluciona las formas en el carnaval malagueño y que consiguió 4 primeros premios en el carnaval 2008. Otros comparsistas ilustres han sido José Manuel Rengel, de Alhaurin El Grande, que falleció a temprana edad y que a pesar de no conseguir el primer premio en comparsas con su autoría, sí nos dejó grandes obras como El Loco Matías (1997) o el Molino de los Corchos (1998) o el paleño Miguel Bermúdez que se alzó con el primer premio en el año 1995 con La Sal de los Mares, así como Jesús Gutiérrez "Guti" también poseedor de 4 primeros premios con El Barrio (2000), Los Estudiantes (2005), Febrerillo el Loco (2009) y el Cantón de Málaga (2020). Sergio Lanzas, más conocido en su faceta de murguista (modalidad en la que casualmente nunca alcanzó un primer premio), se ha ganado un puesto de honor en esta lista al haber escrito en dos ocasiones repertorios que dieron a la conocida como "Comparsa de Los Gallegos" sendos primeros premios. Comparsa que por otro lado y con diferentes autores es la más laureada del carnaval malagueño con siete primeros premios (Caja de Música - 1994, Campanazo - 1997, Los Granujillas - 2002, Juan sin Miedo - 2004, La calle del Teatro - 2006, El Último amanecer - 2007, Don Nadie - 2015). Otro gaditano, Andrés Jaén, fue autor de la mencionada comparsa de Arroyo y previamente de la conocida comparsa Alhaurina "Los Pioneros" con la que obtuvo dos primeros premios.
Comparsas ganadoras en el Carnaval de Málaga los últimos años
2020 - El Cantón de Málaga (Málaga) de Jesús Gutiérrez.
2019 - El Arrecife (Ronda) de Horacio Calvillo y Lolo Barragán.
2018 - La Travesía (Alhaurín el Grande) de Dede Cortés, Juani Serrano y Raúl García.
2017 - Los Reyes (Málaga) de David Santiago
2016 - La Bruja (Málaga) de David Santiago
2015 - Don Nadie (Málaga) de "Los Gallegos"
2014 - La Comparsa del Futuro (Málaga) de Máximo Gómez Padilla y Jesús Delgado Martín (El Kara)
2013 - Los fotógrafos (Alhaurín el Grande) de Dede Cortés, Juani Serrano y Raúl García.
2012 - Los Padres (Málaga) de Máximo Gómez Padilla y Jesús Delgado Martín (El Kara)
2011 - De vuelta al mundo (Alhaurín el Grande) de Dede Cortés, Juani Serrano y Raúl García.
2010 - Entre las flores (Ronda)de Raúl Mateo y Horacio Calvillo
2009 - Febrerillo el loco (Málaga) de Jesús Gutiérrez
2008 - Por arte de magia (Alhaurín el Grande)de Dede Cortés, Juani Serrano y Raúl García.
2007 - El último amanecer (Málaga)de Sergio Lanzas y A. Carlos Rojas
2006 - La calle del teatro (Málaga)de Sergio Lanzas y A. Carlos Rojas
2005 - Los estudiantes (Málaga)de Jesús Gutiérrez
2004 - Juan sin Miedo (Málaga)de Juan Bernardo Cobos
2003 - El altísimo (Arroyo de la miel)de Máximo Gómez Padilla
2002 - Los granujillas (Málaga)de Juan Bernardo Cobos
2001 - La Farola (Arroyo de la miel)de Máximo Gómez Padilla
2000 - El barrio (Málaga)de Jesús Gutiérrez
1999 - Al ladrón (Málaga)de David Santiago
1998 - La era de Acuario "F"·(Málaga)de David Santiago
1997 - Campanazo (Málaga)de Antonio Carlos Rojas
1996 - El Ensayo (Málaga) de Juan Bernardo Cobos
1995 - La Sal de los mares (El Palo - Málaga)de Miguel Bermúdez
1994 - Caja de música (Málaga)de Antonio Carlos Rojas
1993 - Los Pioneros con estilo propio (Alhaurín el Grande)de Andrés Jaén
1992 - Los Pioneros Guardianes de la tierra (Alhaurín el Grande)de Andrés Jaén
1984 - Antifaz (Álora) de Pepe Vergara.
- Ayúdanos a completar la tabla de ganadores*

Clasificación histórica
Comparsa de Los Gallegos - 7 primeros premios
Comparsa Alhaurín Dede - 4 primeros premios
Comparsa David Santiago - 4 primeros premios
Comparsa Jesús Gutiérrez - 4 primeros premios
Comparsa Alhaurín Los Pioneros - 2 primeros premios
Comparsa Arroyo Ginés - 2 primeros premios
Comparsa Juambe El ensayo - 1 primer premio* (el autor más laureado en la historia del Carnaval consiguiendo en los 80 varios primeros premios y 2 más como autor de la comparsa Los Gallegos)
Comparsa El Palo Miguelillo- 1 primer premio
Comparsa Kara - 2 primeros premios* (su autor Maxi Gómez, consiguió con la comparsa de Arroyo, 2 primeros premios, sumando como autor 4 en la modalidad de comparsas)
Comparsa Ronda - 2 primeros premios

### En Villanueva y Geltrú actualmente Vilanova i La Geltrú
Los ciudadanos el domingo de Carnaval las comparsas o "les comparses" en catalán, salen a la calle agrupados en banderas que representan a las distintas entidades y asociaciones de Carnaval (cada entidad puede tener más de una bandera) y acompañados por más de 100 charangas o banda de música provinientes de todas las regiones de España. Son ese día, "Els Comparsers" los animadores de la fiesta, que van en pareja, ellos visten con la indumentaria representativa de cada entidad para ese día, con el típico gorro catalán "barretina" y van a buscar a sus compañeras a primeras horas de la mañana entregándoles un obsequio, ellas engalanadas con su "mantón de Manila", con camisa blanca y dos claveles en el pelo con los colores de la entidad, o tradicionalmente blanco y rojo, inician el baile desde primera hora de la mañana, danzando y saltando al son de la música de la charangas que acompaña durante todo el trayecto a "La Comparsa", tirando y lanzando caramelos por todas las calles y plazas de la ciudad siguiendo su bandera hasta llegar a la "Plaça de la Vila" en donde todas las sociedades se reúnen al son de la música del Turuta para iniciar la batalla de caramelos y lanzar caramelos a todo el mundo en el momento que suena el grito de "Comparsers la plaça és vostre " (Comparseros, la plaza es vuestra).
Desde los balcones de la plaza se puede apreciar un colorido espectacular en cada una de las batallas, aumentando con el tiempo la dulzura de la plaza. ¡En cada unas de las batallas, se recogen toneladas de caramelos!

## En Uruguay
En Uruguay, las comparsas que son llamadas de sociedad de negros y lubolos (lubolos son blancos caracterizados de negro para participar en los carnavales, a partir de la década de 1870) interpretan diversos ritmos musicales vinculados al candombe. Estas comparsas están integradas por un cuerpo de bailarines, una numerosa Cuerda de tambores y la participación de los personajes típicos del candombe, como "La Mama Vieja", "El escobero" y "El Gramillero". Aunque tienen su esplendor en los desfiles callejeros como "Las Llamadas", además del concurso oficial organizado por la Intendencia de Montevideo en el Teatro de Verano, también participan en tablados barriales con una actuación donde sale un grupo de tambores, un cuerpo de baile, estandartes, banderas, etc. Los vestuarios son espectaculares y hay un especial énfasis en el canto y la coreografía.